# Estela de Carlotto
Enriqueta Estela Barnes de Carlotto (Buenos Aires, 22 d'octubre de 1930) és una activista argentina pels drets humans i presidenta de l'associació Àvies de la Plaza de Mayo. Una de les seves filles, Laura Estela Carlotto, va ser segrestada i desapareguda a Buenos Aires, embarassada, a la fi de 1977. Per relats va poder reconstruir que la seva filla havia arribat a parir i que el seu net va ser apropiat i la seva identitat, canviada. El va buscar durant gairebé 36 anys. El 5 d'agost de 2014, després d'una comprovació d'ADN feta voluntàriament per l'interessat, es va identificar el seu net, i es va convertir en el número 114 de la llista de nets recuperats.
Carlotto ha rebut diferents reconeixements pel seu treball amb Àvies de la Plaza de Mayo, entre ells el Premi de Drets Humans de les Nacions Unides i el premi Félix Houphouët-Boigny, atorgat per la Unesco.

## Biografia
Enriqueta Estela Barnes va néixer el 22 d'octubre de 1930, a Buenos Aires, en el si d'una família d'ascendència anglesa. Es va casar amb Guido Carlotto, un petit industrial, amb qui va tenir quatre fills. Va ser un mestre d'educació primària i mestressa de casa sense cap actuació pública.
En la dècada del 1970, quan governava el país la dictadura cívicomilitar autodenominada Procés de Reorganització Nacional (1976-1983), tres dels seus fills participaven en política: Laura Estela, estudiant d'història de la Universitat Nacional de la Plata, militava en el peronisme; Claudia pertanyia a la Joventut Universitària Peronista i Guido Miguel integrava el centre d'estudiants de la seva escola secundària. El 5 d'agost de 1977, les forces armades van segrestar i van torturar al seu espòs, que va ser alliberat després de pagar 40 milions de pesos (equivalents a 30.000 dòlars d'aquesta època).

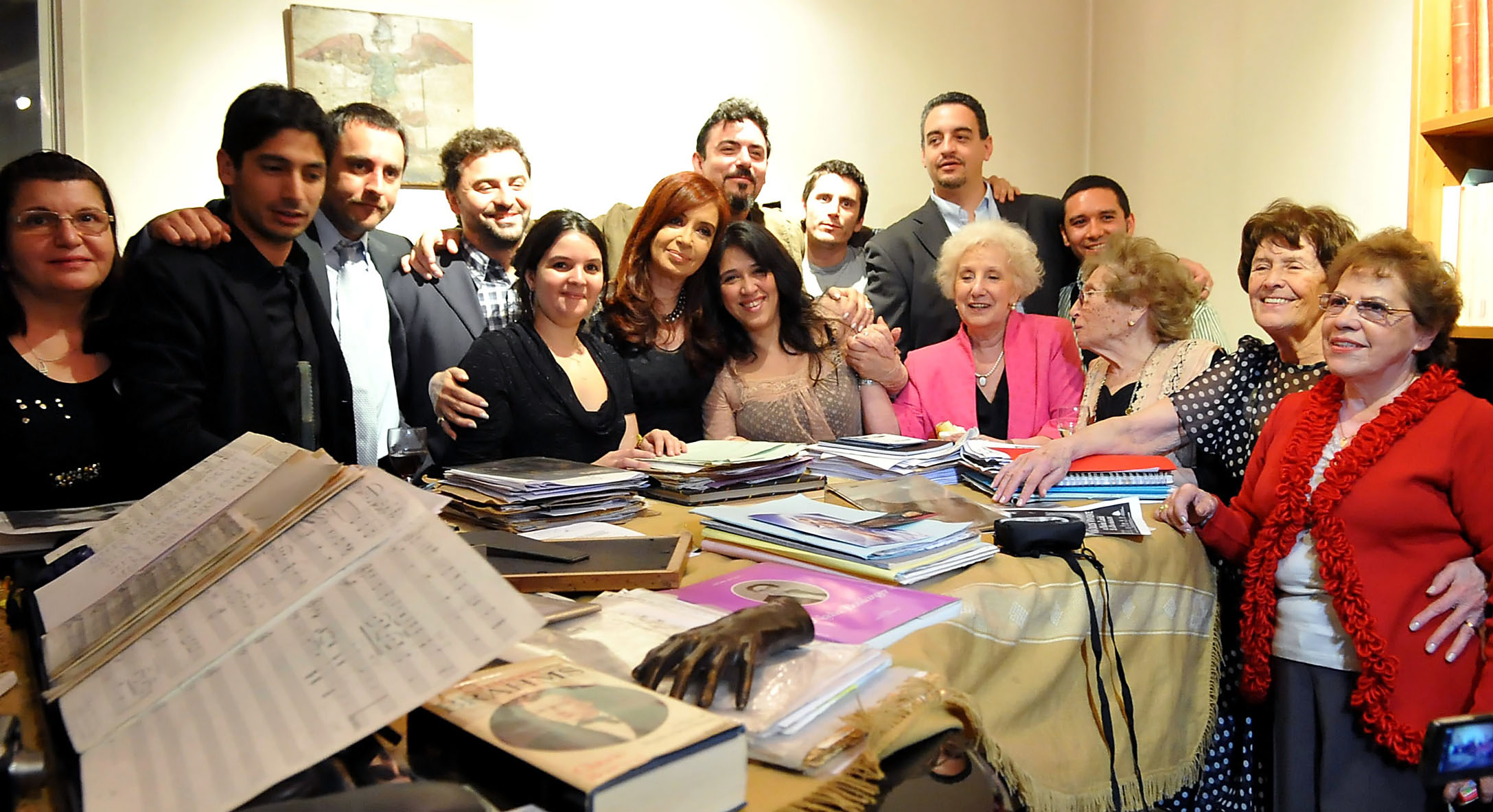
Carlotto, altres àvies i nets recuperats reunits el 2011 amb la presidenta Cristina Fernández a la casa de Miguel Ángel Estrella a París

A la fi de novembre de 1977, Laura, embarassada de tres mesos, va ser segrestada i conduïda al centre clandestí de detenció La Cacha, en La Plata, fins a finalitats d'agost de 1978. Poc abans del part, va ser portada a un lloc indeterminat –sobre el qual existeixen controvèrsies–, en el qual va donar a llum el 26 de juny de 1978. Alguns testimoniatges recollits amb anterioritat adonaven que aquest lloc podria haver estat l'Hospital Militar de Buenos Aires. Però a partir de la restitució de la veritable identitat del seu fill, existeixen fortes sospites que el bebè va poder haver nascut en els voltants de la Cacha o en un hospital de la província de Buenos Aires.
Carlotto va fer gestions per a l'alliberament de la seva filla, i va arribar a entrevistar-se amb el general Reynaldo Bignone, que li va dir que Laura no continuaria amb vida. L'abril de 1978 una companya de captivitat de la seva filla, que havia estat alliberada, va informar que Laura estava encara viva i embarassada.
| «                    | Laura nos mandaba a decir que le daban de comer un poquito mejor y que el bebé iba a nacer en junio de ese año, y que si era varón lo iba a llamar Guido, como su papá. Y que yo lo buscara en la Casa Cuna. | » |
| — Estela de Carlotto | |   |

Carlotto i la seva família sempre van anomenar Guido al bebè, perquè aquest era el nom que volia posar-li la mare. L'abril de 1978, Carlotto va començar a participar en les activitats de les Àvies de la Plaza de Mayo. El 25 d'agost d'aquest any, va ser convocada pels militars i li van lliurar el cadàver de la seva filla, que van enterrar a La Plata l'endemà passat. Va ser un dels pocs casos en què el cos d'un desaparegut va ser retornat als seus familiars. Carlotto es va jubilar el 30 d'agost.
| «                    | ... buscando información sobre otros chiquitos en el año 80 me encuentro con gente en San Pablo (Brasil), cuando venía el Papa, y ahí una chica me empezó a hablar de una chica liberada llamada Rita que había tenido un nene varón, a quien habían liberado el 24 de agosto en las últimas horas de la noche para que se encontrase con su familia y su hijito. Cuando me contaba que esa chica Rita tenía un papá con negocio de pinturas me di cuenta de que estaba hablando de Laura. «Mirá, vos estás hablando de Laura, mi hija, pero mi hija no fue liberada; mi hija fue asesinada», le dije. «No, a Rita la liberaron ―contestó―, si la hicieron bañar, cambiar... Yo le ofrecí un corpiño de encaje negro para que se llevara de recuerdo... A esa chica la liberaron. La sacaron con Carlitos, un compañero». Y yo dije: «Sí, justamente hubo dos muertos. Me la entregaron muerta». | » |
| — Estela de Carlotto | |   |

Carlotto va començar llavors a buscar al seu net i a exigir la seva aparició i la dels altres nens segrestats-desapareguts per les forces militars. Amb aquesta preocupació es va unir a l'associació Àvies de la Plaza de Mayo, organització de la qual és presidenta des de 1989.
| «                    | El 1985, ya en democracia, hice exhumar el cuerpo y el equipo de antropología forense lo examinó a fondo para determinar con exactitud todo lo que los militares habían negado. El deterioro de su dentadura probaba su largo secuestro; por la pelvis supimos que había tenido un bebé y por las balas que tenía alojadas en el cráneo, que había sido ejecutada por una Itaka disparada a 30 cm, por la espalda... Así reuní elementos de prueba para la Justicia y para demostrar al exterior, donde teníamos causas abiertas, qué era lo que había pasado. Esta vez sí quise verla... Vi sus huesitos, su pelo, la vi a ella, la vi. Y cerré el duelo y nunca más necesité ir al cementerio. Voy solo de vez en cuando | » |
| — Estela de Carlotto | |   |

| «                    | Laura en el cautiverio dijo: «Mi mamá no les va a perdonar a los milicos lo que me están haciendo. Y los va a perseguir mientras tenga vida». Lo cual significaba que me conocía más que yo misma porque yo no era mujer heroica. Nunca había participado en nada. Era una mujer con un origen de clase media baja, criada en épocas dulces si se quiere; nunca me iba a imaginar que iba a seguir toda mi vida a esto. | » |
| — Estela de Carlotto | |   |

Els seus fills estan també vinculats amb la defensa dels drets humans: Guido "Kibo" Carlotto és secretari de drets humans de la província de Buenos Aires, Remo Carlotto és diputat nacional i Claudia Carlotto és la titular de la Comissió Nacional pel Dret a la Identitat (Conadi).
El 2011 es va estrenar Verdades verdaderas, una pel·lícula sobre la seva vida, dirigida per Nicolás Gil Lavedra.

## Identificació del seu net

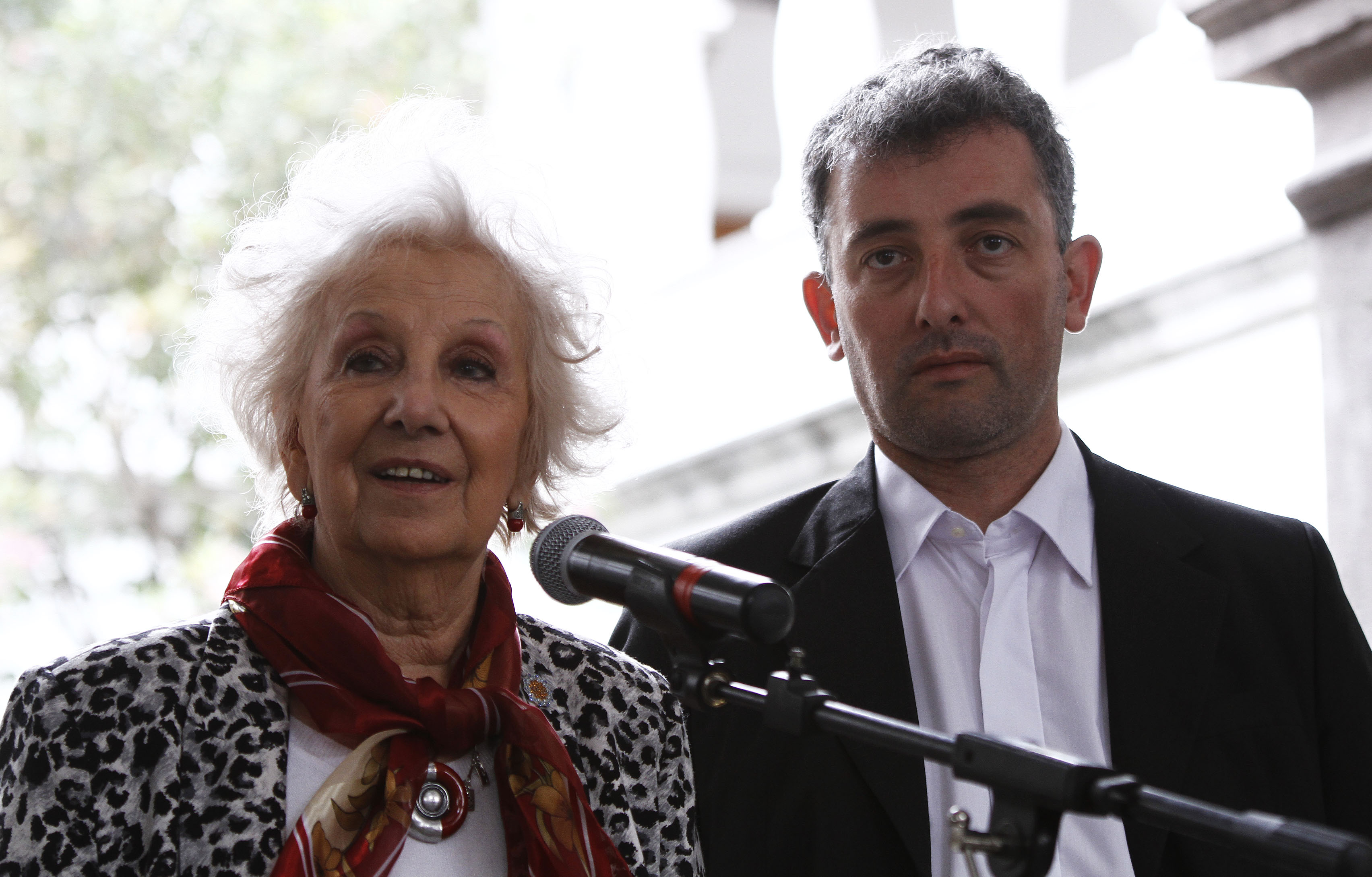
Estela de Carlotto i el seu net durant una entrevista amb el president equatorià Rafael Correa al Palau de Carondelet, l'octubre de 2014.

Es tracta d'Ignacio Guido Montoya Carlotto, registrat en el seu DNI com Ignacio Hurban pels seus apropiadors, nascut el 26 de juny de 1978, sense que s'hagi pogut establir fefaentment el lloc del seu naixement. Sobre el lloc existeixen controvèrsies, tot i que s'afirmava que va ocórrer a l'Hospital Militar Central de Buenos Aires.
És pianista i compositor, i exerceix de director i professor de l'Escola Municipal de Música Hermanos Rossi de la ciutat d'Olavarría, província de Buenos Aires. També és integrant de l'agrupació de jazz Ignacio Hurban Grupo —reanomenada primer com a Ignacio Guido Montoya Carlotto Grupo i després, Ignacio Montoya Carlotto Septeto—, i forma part de l'Orquestra Errante.
Està casat, i el nom de la seva esposa és Celeste.

### Naixement
És fill de Walmir Oscar Montoya, oriünd de Cañadon Seco (Santa Cruz), i de Laura Estela Carlotto, que es trobaven en la clandestinitat com a militants de l'organització peronista Montoneros. Tots dos van ser segrestats el novembre de 1977 a la ciutat de Buenos Aires per un grup de tasques i traslladats per breu temps a l'Escola de Mecànica de l'Armada. Seguidament van ser portats al centre clandestí de detenció La Cacha, als afores de La Plata, on es trobaven detinguts desapareguts.
Al moment de parir, Laura Carlotto va ser traslladada per donar a llum el 26 de juny de 1978. El lloc encara no ha estat determinat amb certesa, encara que la hipòtesi més probable és que fos una maternitat clandestina propera al lloc de detenció. Existeixen testimonis que afirmen que va tenir al seu fill emmanillada i va poder estar amb ell unes cinc hores, ja que el bebè va ser pres pels militars, i uns deu dies després ella va ser retornada al centre clandestí. Va ser assassinada dos mesos més tard en una ruta de la localitat d'Isidro Casanova, en un fals enfrontament. La seva parella havia estat assassinada i torturada davant d'ella, durant la seva detenció a La Cacha.
Els Montoya no sabien que Walmir havia estat pare, mentre que la família Carlotto desconeixia la identitat de la parella de Laura. Investigadors de la Comissió Nacional pel Dret a la Identitat (Conadi) van reconstruir els grups militants provinents de la Patagònia i van arribar a la conclusió que la parella de Laura era Montoya, que residia a Caleta Olivia i que havia escapat a La Plata. A mitjan 2006, els pares de Montoya van deixar una mostra de la seva sang al Banc Nacional de Dades Genètiques, que va ser usada per recuperar la identitat de Guido. Les restes de Walmir van ser trobats el 2009 en un cementiri de Berazategui per l'Equip Argentí d'Antropologia Forense. Havia estat enterrat com a NN (sense nom) el desembre de 1977.
Després d'haver estat lliurat a La Plata, el nounat va ser portat a Olavarría, lloc on el 28 de juny de 1978 Juana Rodríguez i Clemente Hurban el van inscriure com a fill propi, amb el nom d'Ignacio. En una acta apòcrifa, el metge de la policia de Buenos Aires, Julio Luis Sacher, va constatar el naixement, sense que figurés la seva signatura, i es diu que el nen va néixer el 2 de juny, al carrer Alsina 2858, domicili del seu presumpte entregador, Carlos Francisco "Pancho" Aguilar. Fins als catorza anys, Ignacio va viure en un paratge rural d'Olavarría anomenat Colonia San Miguel.

### Carrera musical
Guido va estudiar música a Olavarría des dels dotze anys i després va continuar la seva formació en piano i composició a Buenos Aires amb Leandro Chiappe. També va estudiar a l'Institut de Música d'Avellaneda i al Conservatori Ernesto Mogávero d'Olavarría.
Va compondre i va dirigir en 2000 l'espectacle de música llatinoamericana Fusión Latina, a l'any següent va estrenar al teatre municipal la seva obra Entre gallos y medianoche. Entre 1999 i 2000 va gravar dos discs juntament amb el cantant Gustavo Angelini, amb qui va formar el duo de tango 2xtango. Després de gravar un tercer disc (Tiempo y Forma), va crear una associació per difondre i produir esdeveniments de jazz a l'Argentina. També va participar com a pianista i compositor d'un quartet de jazz.

### Recuperació de la seva identitat
Després d'assabentar-se el juny de 2014 que era adoptat, el mes següent es va presentar voluntàriament a Músicos por la Identidad i a Àvies de la Plaza de Mayo per resoldre la seva identitat i va ser derivat a Conadi. Va fer l'examen d'ADN el dia 24. Anteriorment, en el mes de maig havia creat el tema «Para la memoria», sobre la dictadura.
El 5 d'agost de 2014, el jutjat federal número 1 de la Capital Federal, a càrrec de la jutgessa María Romilda Servini de Cubría, que tenia oberta la causa per la seva apropiació, va confirmar els resultats de les anàlisis d'ADN que van permetre establir la veritable identitat d'Ignacio Guido. Segons Servini de Cubría, ell s'havia apropat a la justícia perquè creia que podia ser el net de Carlotto. Guido va rebre els resultats telefònicament per part de la seva tia biològica, Claudia Carlotto, titular de la Conadi. L'endemà passat de l'anunci sobre la seva identitat, es va reunir amb la seva àvia i oncles de sang, i també amb els seus cosins.
Al mateix temps havia estat citat per Servini de Cubría com a testimoni en la mateixa causa. La jutgessa també va sol·licitar la seva partida de naixement al Registre Civil d'Olavarría. Després de conèixer-ho, l'associació Àvies li va demanar que suspengués la citació, cosa que va passar un dia després. El 7 d'agost es va reunir amb la presidenta Cristina Fernández de Kirchner a la Quinta presidencial d'Olivos. El 8 d'agost va impartir una conferència de premsa a la seu d'Àvies de la Plaza de Mayo. Allí va manifestar la seva intenció de mantenir el nom Ignacio perquè hi estava "acostumat", encara que també va dir que entenia "que hi ha una família que m'anomena Guido fa trenta anys". Aquest mateix dia es va reunir amb la seva família paterna, que havia viatjat a Buenos Aires des de Caleta Olivia. Posteriorment, va sostenir en una entrevista que mantindria el seu nom de pila adoptiu i que començaria el tràmit del nou Document Nacional d'Identitat amb el nom Ignacio Guido Montoya Carlotto.
Dies més tard, es va començar a aprofundir la recerca per l'apropiació de Guido. La informació denuncia a un empresari agropecuari d'Olavarría relacionat amb les Forces Armades, Carlos Francisco "Pancho" Aguilar, que va morir el 2013. Segons la recerca, de l'entorn de l'empresari, amo de l'estancia en la qual va créixer Ignacio, sorgirien vincles amb persones que podrien haver participat en l'apropiació: Filiberto Salcerini Soffredini, un militar assessor de Ramón Camps, cap de les Policia de Buenos Aires durant la dictadura; el excoronel Ignacio Aníbal Verdura, excap de l'Àrea 124, processat en el judici per crims contra la humanitat que es va realitzar a Olavarría; i Julio Sacher, el metge local que va constatar el naixement en la falsa partida, del que se sap que concorria a Monte Peloni, un centre clandestí de detenció proper a aquesta ciutat. Per la seva banda, la Justícia Federal de La Plata va reclamar la causa, però la Cambra Federal va ratificar la competència de Servini de Cubría. El 2 d'octubre, la jutgessa va citar a indagatòria a Clemente Hurban i al metge Julio Luis Sacher, ja que estan acusats de falsificar el certificat i la partida de naixement.
El 17 de setembre de 2014, el Senat de la Nació Argentina va emetre un projecte de declaració expressant «beneplàcit» per la recuperació de Guido.

## Premis i reconeixements
- Premi de Drets Humans de les Nacions Unides el 2003.[54]
- Premi Konex Institucions - Comunitat - Empresa. Esment Especial en 2008.[55]
- Ordre de l'Estella Polar, atorgada pel rei Carles XVI Gustau de Suècia, per la seva tasca i compromís amb els drets humans.[56]
- Premi Félix Houphouët-Boigny de foment de la pau, lliurat per la Unesco.[57]
- Ciutadana Il·lustre del Mercosur.[58]
- Ciutadana Il·lustre de la ciutat de La Plata.[59]
- Hoste d'honor de la ciutat de Caleta Olivia.[60]
- Hoste d'honor de la ciutat de San Carlos de Bariloche.[61]
- Hoste d'honor de la ciutat de Pergamino.[62]
- Visitant Il·lustre de la ciutat d'Avellaneda, a més es va inaugurar en aquest municipi una plaça que duu el seu nom.[63]
- Visitant Il·lustre de la ciutat de Pehuajó.[64]
- Visitant Il·lustre de la Universitat Nacional de Tucumán el 2012.[65]
- Esment d'Honor Senador Domingo Faustino Sarment, lliurada pel Senat de la Nació Argentina.[66]
- Medalla Sor Juana Inés de la Creu, Universitat del Claustre de Sor Juana.[67]
- Medalla al Mèrit per la seva trajectòria en defensa dels drets humans, lliurada pel Govern de la Ciutat de Buenos Aires.[68]
- Ciutadana Il·lustre d'Amèrica Llatina el 2014, nomenada pels membres de l'Associació Llatinoamericana d'Integració, després d'una proposta de l'ambaixador argentí davant aquest organisme, Juan Manuel Abal Medina.[69]

### Doctor honoris causa
Carlotto ha rebut doctorats honoris causa de diferents institucions:
- Universitat Nacional de La Plata.[70]
- Universitat Nacional de Misiones.[71]
- Universitat Nacional del Sud.[72]
- Universitat Nacional de Quilmes el 2010.[73]
- Universitat Nacional de Lomas de Zamora.[74]
- Universitat Catòlica de Córdoba el 2006.[75]
- Universitat de Buenos Aires.[76]
- Universitat Autònoma de Barcelona el 2005.[77]
- Universitat Nacional de Río Cuarto.[78]
- Universitat de la República.[79]
- Universitat Nacional de Cuyo.[80]
- Universitat Nacional de San Luis.[81]
- Institut Universitari Nacional de l'Art.[82]
- Universitat Nacional d'Entre Ríos el 2001.[83]
- Universitat Autònoma d'Entre Ríos el 2013.[84]